# Maillé (Indre i Loira)
Maillé és un municipi francès, situat al departament de l'Indre i Loira i a la regió de Centre – Vall del Loira. L'any 2007 tenia 614 habitants.

## Demografia

### Població
El 2007 la població de fet de Maillé era de 614 persones. Hi havia 260 famílies, de les quals 68 eren unipersonals (40 homes vivint sols i 28 dones vivint soles), 100 parelles sense fills, 76 parelles amb fills i 16 famílies monoparentals amb fills.
La població ha evolucionat segons el següent gràfic:
Habitants censats

### Habitatges
El 2007 hi havia 286 habitatges, 260 eren l'habitatge principal de la família, 15 eren segones residències i 11 estaven desocupats. 270 eren cases i 14 eren apartaments. Dels 260 habitatges principals, 193 estaven ocupats pels seus propietaris, 64 estaven llogats i ocupats pels llogaters i 3 estaven cedits a títol gratuït; 2 tenien una cambra, 14 en tenien dues, 47 en tenien tres, 79 en tenien quatre i 118 en tenien cinc o més. 214 habitatges disposaven pel capbaix d'una plaça de pàrquing. A 129 habitatges hi havia un automòbil i a 116 n'hi havia dos o més.

### Piràmide de població
La piràmide de població per edats i sexe el 2009 era:
| Homes | Edats   | Dones |
| ----- | ------- | ----- |
| 0     | 95 o +  | 0     |
| 0     | 90 a 94 | 0     |
| 4     | 85 a 89 | 4     |
| 4     | 80 a 84 | 0     |
| 16    | 75 a 79 | 8     |
| 8     | 70 a 74 | 16    |
| 40    | 65 a 69 | 32    |
| 8     | 60 a 64 | 16    |
| 8     | 55 a 59 | 8     |
| 16    | 50 a 54 | 16    |
| 28    | 45 a 49 | 36    |
| 28    | 40 a 44 | 16    |
| 20    | 35 a 39 | 20    |
| 28    | 30 a 34 | 28    |
| 28    | 25 a 29 | 24    |
| 20    | 20 a 24 | 12    |
| 12    | 15 a 19 | 24    |
| 28    | 10 a 14 | 4     |
| 16    | 5 a 9   | 16    |
| 16    | 0 a 4   | 24    |

## Economia
El 2007 la població en edat de treballar era de 388 persones, 293 eren actives i 95 eren inactives. De les 293 persones actives 267 estaven ocupades (146 homes i 121 dones) i 26 estaven aturades (8 homes i 18 dones). De les 95 persones inactives 34 estaven jubilades, 31 estaven estudiant i 30 estaven classificades com a «altres inactius».

### Ingressos
El 2009 a Maillé hi havia 267 unitats fiscals que integraven 639,5 persones, la mediana anual d'ingressos fiscals per persona era de 15.505 €.

### Activitats econòmiques
Dels 11 establiments que hi havia el 2007, 1 era d'una empresa extractiva, 2 d'empreses de construcció, 4 d'empreses de comerç i reparació d'automòbils, 1 d'una empresa d'hostatgeria i restauració, 2 d'empreses de serveis i 1 d'una empresa classificada com a «altres activitats de serveis».
Dels 2 establiments de servei als particulars que hi havia el 2009, 1 era un paleta i 1 fusteria.
L'any 2000 a Maillé hi havia 33 explotacions agrícoles que ocupaven un total de 1.344 hectàrees.

## Equipaments sanitaris i escolars
El 2009 hi havia una escola elemental integrada dins d'un grup escolar amb les comunes properes formant una escola dispersa.

## Poblacions més properes
El següent diagrama mostra les poblacions més properes.